# 陕西法士特集团公司
陕西法士特集团公司，是陕西省人民政府国有资产监督管理委会员监管的省属企业，原为建于1968年的陕西汽车齿轮总厂，现在中国上最大的重型变速箱生产企业。

陕西法士特集团公司标志